# 富豪奧林匹克
富豪奧林匹克（英語：Volvo Olympian），又譯富豪奧林比安（主要為九巴使用的譯名），是富豪巴士生產的後置引擎雙層巴士，生產線位於英國蘇格蘭歐文，本車型的設計是改良自利蘭奧林匹克。富豪奧林匹克於1993年量產，在英國本土、愛爾蘭、香港及新加坡都有該款巴士的蹤影，它是香港最後引入的非空調巴士

## 概要
富豪巴士於1988年收購利蘭巴士，富豪集團之後開始整合旗下巴士生產線，並把富豪巴士的組件用於原有利蘭巴士的產品，富豪奧林比安巴士於1993年推出。

## 設計
富豪奧林比安的基本設計與利蘭奧林比安相同，但引入富豪巴士的組件，同時改良巴士的儀表板、懸掛系統及轉向系統。富豪奧林比安對繼承自利蘭奧林比安的中軸輔助轉向功能作出改進，當巴士倒車時能停用輔助轉向功能，自動鎖定中軸。其他機械和車身設計都沿用先前的利蘭奧林比安，引擎則引入富豪集團自家的產品。
初期的富豪奧林比安巴士可配用富豪TD102KF（歐盟一期）柴油引擎，輸出為245PS，也可選用康明斯的L10柴油引擎，輸出馬力為215bhp或252bhp。從1997年起生產的富豪奧林比安，統一配用達到歐盟二期排放規格的富豪D10A柴油引擎，氣缸容量9.6公升，輸出馬力245PS。傳動系統可選配福伊特的三前全自動速波箱，也可選用ZF的四前速或五前速波箱。由於富豪TD102KF引擎及後期指定配用的富豪D10A引擎，最大輸出馬力只有245匹，再加上引擎會在高溫下削減輸出以防過熱，因此使用富豪引擎的富豪奧林比安巴士的攀斜表現，不及同時期選用康明斯L10引擎的丹尼士巨龍雙層巴士。
由於富豪奧林比安與先前的利蘭奧林比安底盤構造變化不大，所以基本上原用於利蘭奧林比安的車身都可以用於富豪奧林比安。英國亞歷山大車身廠提供的亞歷山大R型車身仍然是奧林比安系列最常見的車身，雖然富豪奧林比安的車身與前代利蘭奧林比安相似，但細部仍有作出改良，包括加強空調系統的效能。英國Northern Counties提供的Palatine也是常見的配搭，另外還有東蘭開夏車身提供的東蘭開夏E型車身。

### 型號識别
例：YN3RV18Z4
- YN代表富豪奧林匹克
- 3代表三軸
- R代表右軚版
- V代表富豪引擎
- 18代表最大功率（單位為x10 kW），此例為180kW（= 245 PS）
- Z4代表ZF牌4速變速箱

後來富豪將型號改為OLY。OLY字幕之後會附加一個代表軸距的數字，例如OLY-72代表7.2米軸距的奧林匹克。

## 英國
英國的富豪奧林匹克巴士大多採用兩軸設計，車身則選用亞歷山大/ Northern Counties / 東蘭開夏車身等。
其中兩輛使用康明斯L10引擎的巴士（L964MSC及N730LTN），分別被換上歐盟二型的康明斯M250E及歐盟四型的卡特彼勒CAT 7型引擎。
車牌P235MPU的富豪奧林匹克於2001年7月20日著火焚毀，是首輛報廢的載客巴士。

## 香港
香港的巴士公司是富豪奧林匹克巴士的主要買家，而且全部都是三軸版本。大部分付運香港的富豪奧林匹克巴士都採用亞歷山大車身，只有城巴、新世界第一巴士和港鐵巴士採用Northern Counties/Plaxton Palatine車身。

### 九龍巴士

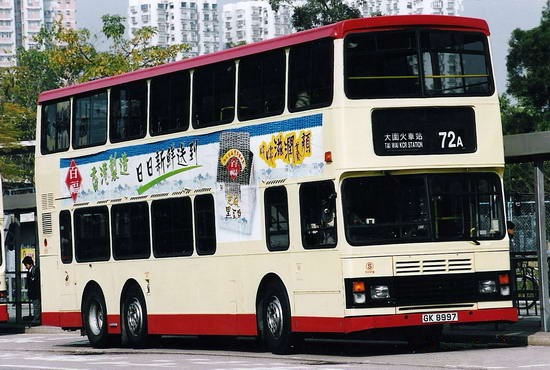
九龍巴士的富豪奧林匹克11米非空調巴士（S3V14）

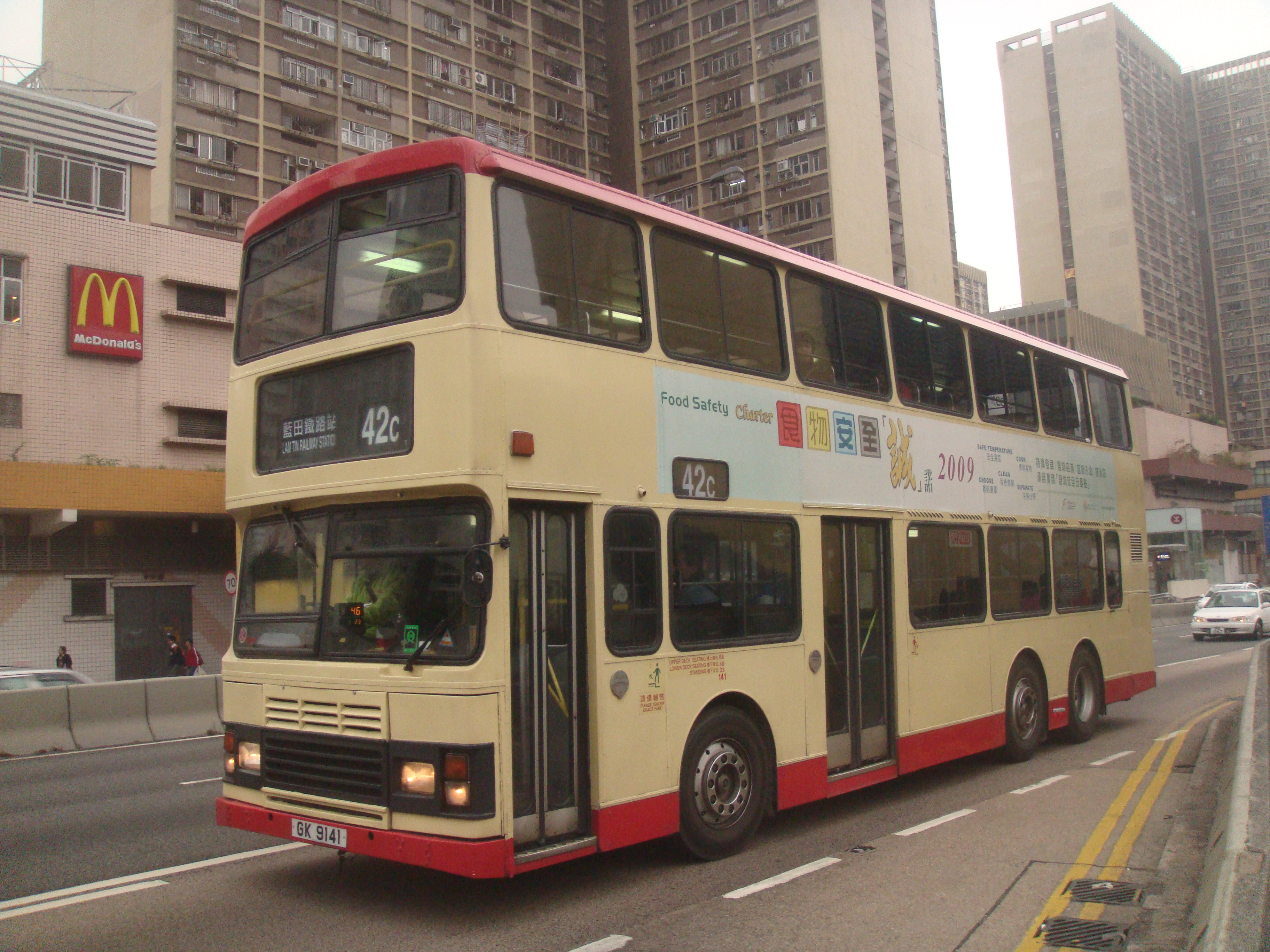
九龍巴士的富豪奧林匹克11米非空調巴士（S3V17）服務於42C線

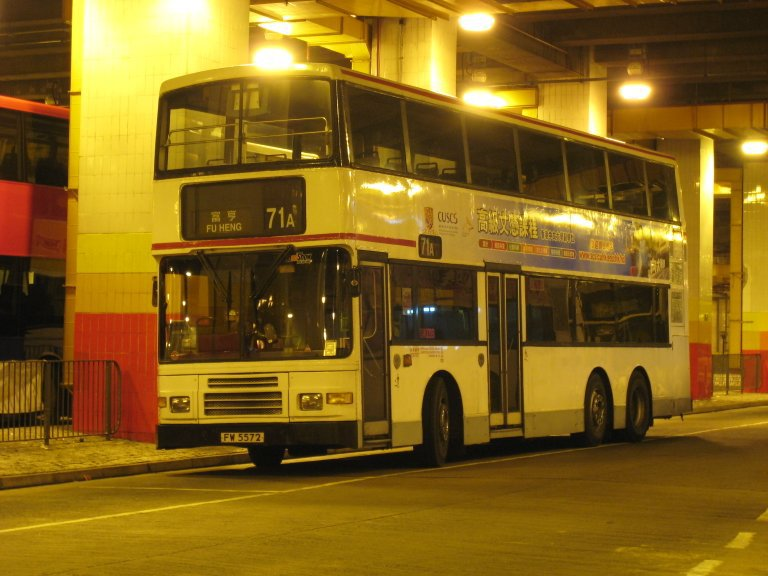
九龍巴士的富豪奧林匹克11米空調巴士（AV1）

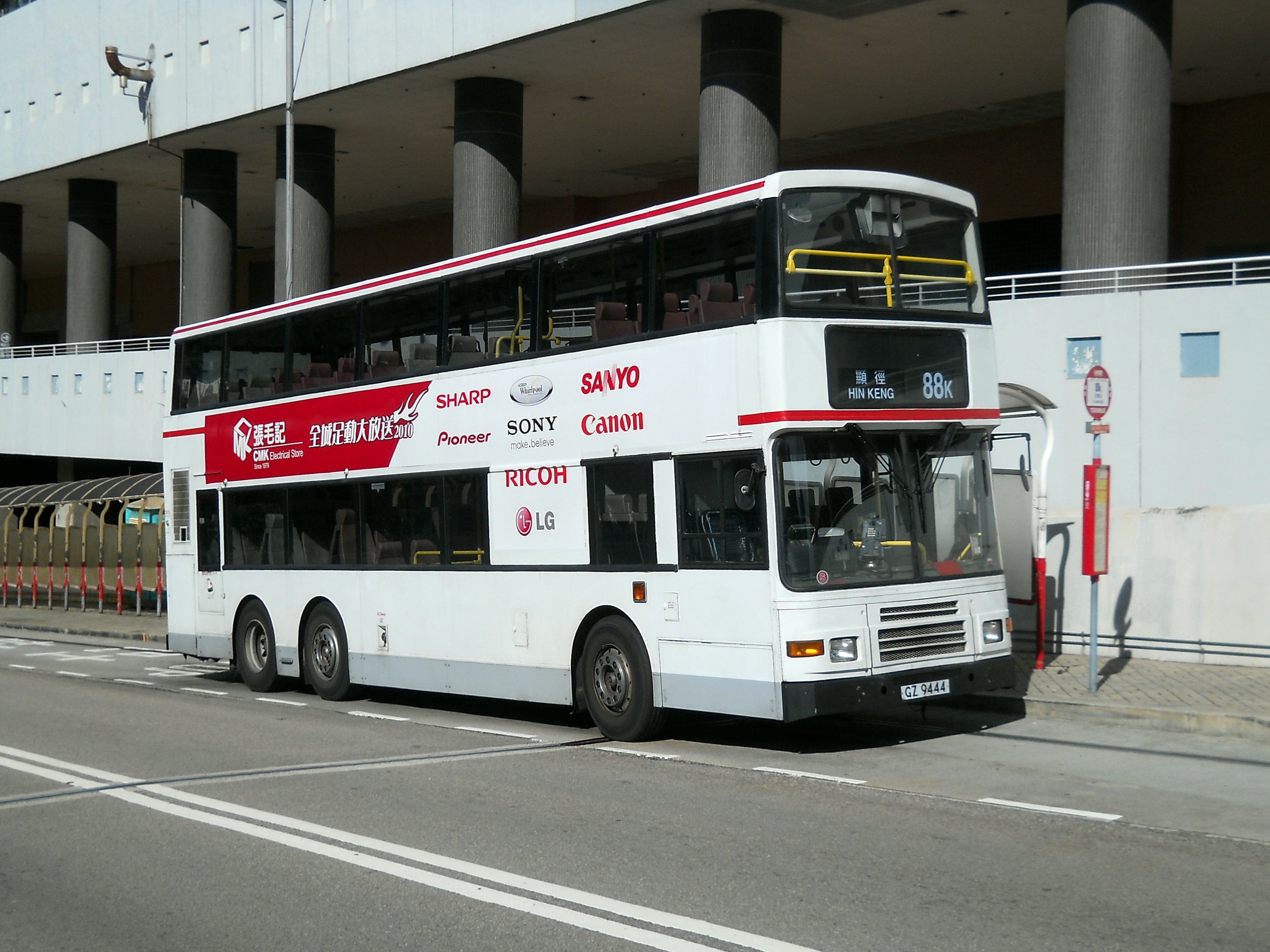
九龍巴士的富豪奧林匹克11米空調巴士（AV190）

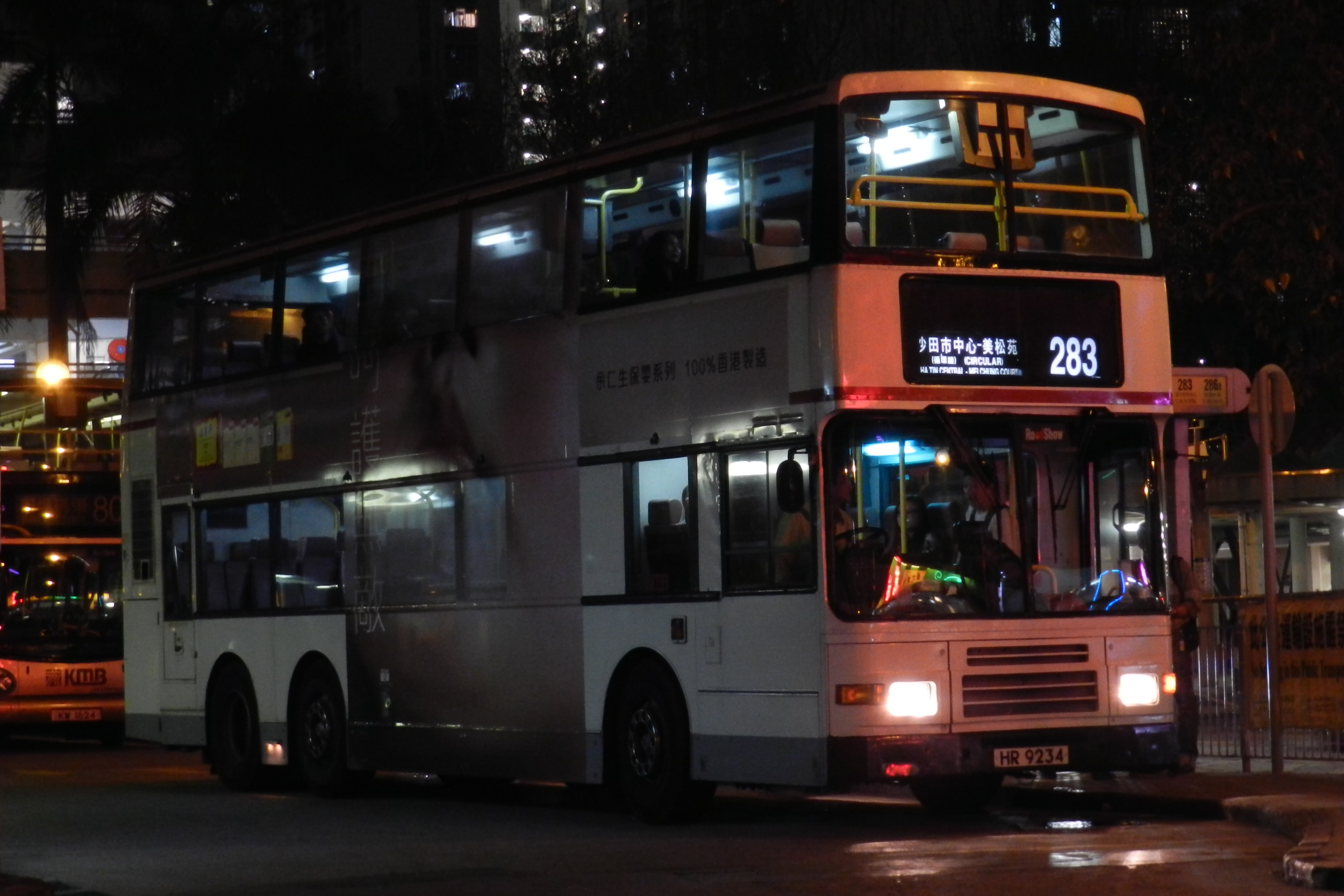
九龍巴士的富豪奧林匹克11米空調巴士（AV412）

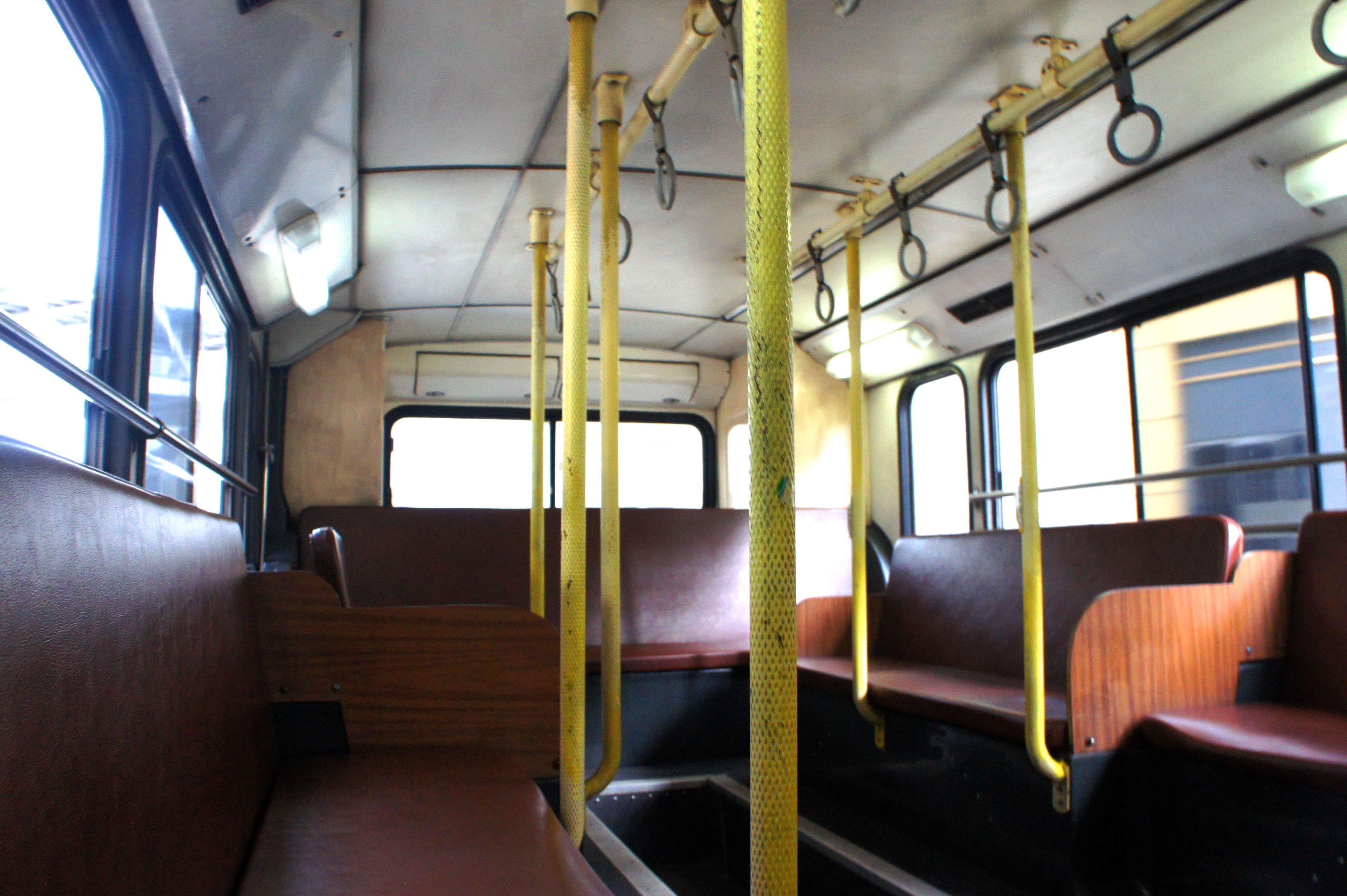
九龍巴士富豪奧林匹克11米非空調巴士的下層車廂

九龍巴士於1994年至1998年間引入共531部富豪奧林匹克11米空調巴士（編號AV1-531），338部富豪奧林匹克12米空調巴士（編號3AV1-338）及30部富豪奧林匹克11米非空調巴士（編號S3V1-30）；九龍巴士於1999年初從龍運巴士購入10部富豪奧林匹克12米空調巴士（編號3AV339-348）。
30部富豪奧林匹克11米非空調巴士的出現是因為當時香港政府及當年的區議員不希望有太多空調巴士，以保障市民的利益，以及富豪巴士已於1988年收購利蘭巴士部，雖然富豪巴士已繼續完成所有利蘭巴士的訂單，但九龍巴士原先向利蘭巴士訂購的最後一批30部利蘭奧林匹克非空調未能於1993年（富豪巴士完成所有利蘭巴士的訂單年份）完成，後繼承者–富豪巴士於1994年唯有以富豪奧林匹克空調代替30部利蘭奧林匹克非空調，九龍巴士雖然同意以富豪奧林匹克代替利蘭奧林匹克，但堅持不要為富豪奧林匹克加上空調系統；這是香港專利巴士服務中的末代非空調巴士，這批巴士已於2012年5月9日全數退役，香港的非空調專利巴士服務亦已完滿結束。
九龍巴士其中有些富豪奧林匹克較為特別：
1. 車隊編號AV133、3AV66車廂裝有無間斷光管；車隊編號AV112、180、194、197曾在1997年裝上Lite Vision電牌試驗，現已全數退役
2. AV242配有龍運橙色皮座椅；AV528配置Vogelsitze座椅；AV112、517、520-522、526、527、529-531配置「快餐椅」，因此被稱為「快餐豪」
3. AV238-242曾經於1998年借調給龍運，並涂上龍運通天巴士車隊顏色。被巴士迷俗稱為「龍運豪」。[2]
4. 富豪奧林匹克12米為首款12米空調巴士
5. 富豪奧林匹克11米為最後1款非空調巴士，以及香港最後1款非空調專利巴士，亦是全球唯一一批富豪奧林匹克11米非空調巴士。其中車隊編號S3V2的側路線牌箱較同類型小（因曾經於1999年2月2日行走59X線時發生交通意外後更換），而車隊編號S3V3的車頭牌箱較同類型小（類似新巴VA1-VA50，因曾經於2000年農曆新年行走59X線時發生撞柱意外而更換）。而這30部富豪奧林匹克11.3米非空調巴士更被稱為「老虎豪」。
6. AV408（HR2088）在2011年加裝氨素缸，達到歐盟4期廢氣排放標準。
7. 九龍巴士於1994年至1996年初的其中三張訂單中，各多購一套車身，以重建三部因火災燒燬的利蘭奧林比安，[3]其中前者使用非空調版的富豪奧林匹克版車身，中者使用康明斯引擎的富豪奧林匹克版車身，後者則重建使用富豪D10A引擎的富豪奧林匹克版車身，坐位編排亦改為2+2方式，令其擁有「富豪身利蘭心」的稱號。

而九龍巴士的AV114（車牌號碼GW5789）、AV40（車牌號碼GE2852）、AV56（車牌號碼GE6568）及AV111（車牌號碼GL8202）分別於2006年11月2日、2012年4月23日、2009年5月27日及2012年4月12日因交通意外而提早退役。3AV26（車牌號碼GB9549）於2011年4月15日因機件問題而提早退役，成為首輛退役的3AV。此外，AV1（車牌號碼FW5572）則因年事已高，2011年7月12日已從71A線的字軌降格為後備車，並已於同年7月15日直接退役。3AV269（車牌號碼HE8161）於2011年9月13日於慈雲山（南）巴士總站縱火案中，該車上層及右邊車身有七成焚毁，並已於同年10月14日正式除牌及退役，成為第二輛退役的3AV。非空調富豪奧林匹克的S3V1-3、5-8、10、12、13、16、19已於2011年10月28日提早退役，成為首批退役的S3V，此批有沙田廠和九龍灣廠的S3V。次批S3V，S3V2、4、9、14、16、19、24、28、30已於2011年12月29日正式退役，此批有沙田廠和荔枝角廠的S3V，S3V18、20、29已於3月直接退役，S3V8、15、22、25已於4月除牌退役。2012年5月9日，隨著餘下的6台非空調富豪奧林匹克巴士全數退出載客行列，香港的非空調專利巴士服務已經完結。
而AV1於2011年7月15日直接退役，為九龍巴士首輛正常退役的富豪奧林匹克巴士。由於配用康明斯引擎的富豪奧林匹克12米空調巴士（3AV1-50）已達17年高齡，於2011年陸續被拆去路訊通的LCD顯示器；當中3AV1於2012年4月率先被改裝成訓練巴士，其後九龍巴士3AV2-5、7-9、13、14、18-20、49亦先後改裝成訓練巴士。其中一輛已退役的富豪奧林匹克12米空調巴士（3AV47／GC8095），被電影公司買下，並套上新車牌GW7024，用作拍攝電影。
2015年3月26日，最後10部11米版TD豪——配置歐盟1期TD102KF引擎（AV221、222、224-228、230、231），伴隨最後一批丹尼士巨龍11.3米率先退出載客行列，意味本類型巴士只剩餘配置歐盟2期D10A引擎的版本，同時代表九龍巴士車隊已全面提升至歐盟2期或以上。同年9月16日，九龍巴士僅餘兩部的12米版本（3AV337/HH9257，屬荔枝角車廠及 3AV338/HJ245，屬沙田車廠）正式退出載客行列（3AV338於9月14日提早退役），九龍巴士服務21年的12米版本緊隨11米丹尼士巨龍步伐，正式走進歷史，同時本類型11米並配置D10A引擎的版本成為九龍巴士最後的11米巴士。於9月15日3AV的最後服役日，3AV337被安排行走多條過海線，最後一程為行走112線特別班次。晚上10時許，3AV337到達「終極尾站」蘇屋邨，正式為3AV的服役日劃上句號。直至2016年9月6日最後服役日，九龍巴士仍有3部11.3米版本行走(AV529-531，全屬沙田車廠)，分別行走83K(529，後調往80線)、49X(530，後調往80線)及72X(531)，隨着3輛AV於9月6日晚上分別抵達美林邨及大埔中心完成最後車程後，象徵為九龍巴士服役22年的富豪奧林比安車隊已落下歷史帷幕，九龍巴士的富豪車隊亦正式全線低地台化。
而因應香港政府資助更換歐盟前期引擎的商業車輛的計劃，部分配置歐盟2型D10A引擎的富豪奧林比安（包括11.3米版及12米版）被改裝成訓練巴士，以取代歐盟前期引擎的1990年利蘭奧林比安11米、1992-93年丹尼士巨龍11米及康明斯引擎的1994年富豪奧林比安12米。後來因應歐盟二期柴油商業車輛的特惠資助申請將於2017年12月31日截止，配置歐盟2型D10A引擎的富豪奧林比安已在2017年9月前全數報廢，由富豪B7RLE 12米，2009年斯堪尼亞K230UB 12米、2009年Enviro500 12米及2010年富豪B9TL 12米取代。

### 龍運巴士
龍運巴士於1997年開始營運時擁有10部富豪奧林匹克12米空調巴士，同年底又從九龍巴士借用5部富豪奧林匹克11米空調巴士（九龍巴士車隊編號AV238-242），行走北大嶼山巴士路線。
龍運巴士借用的5部11米巴士，已於於1998年至1999年歸還九龍巴士，而10部12米巴士則於1999年初轉投九龍巴士車隊。

### 中華巴士/新世界第一巴士

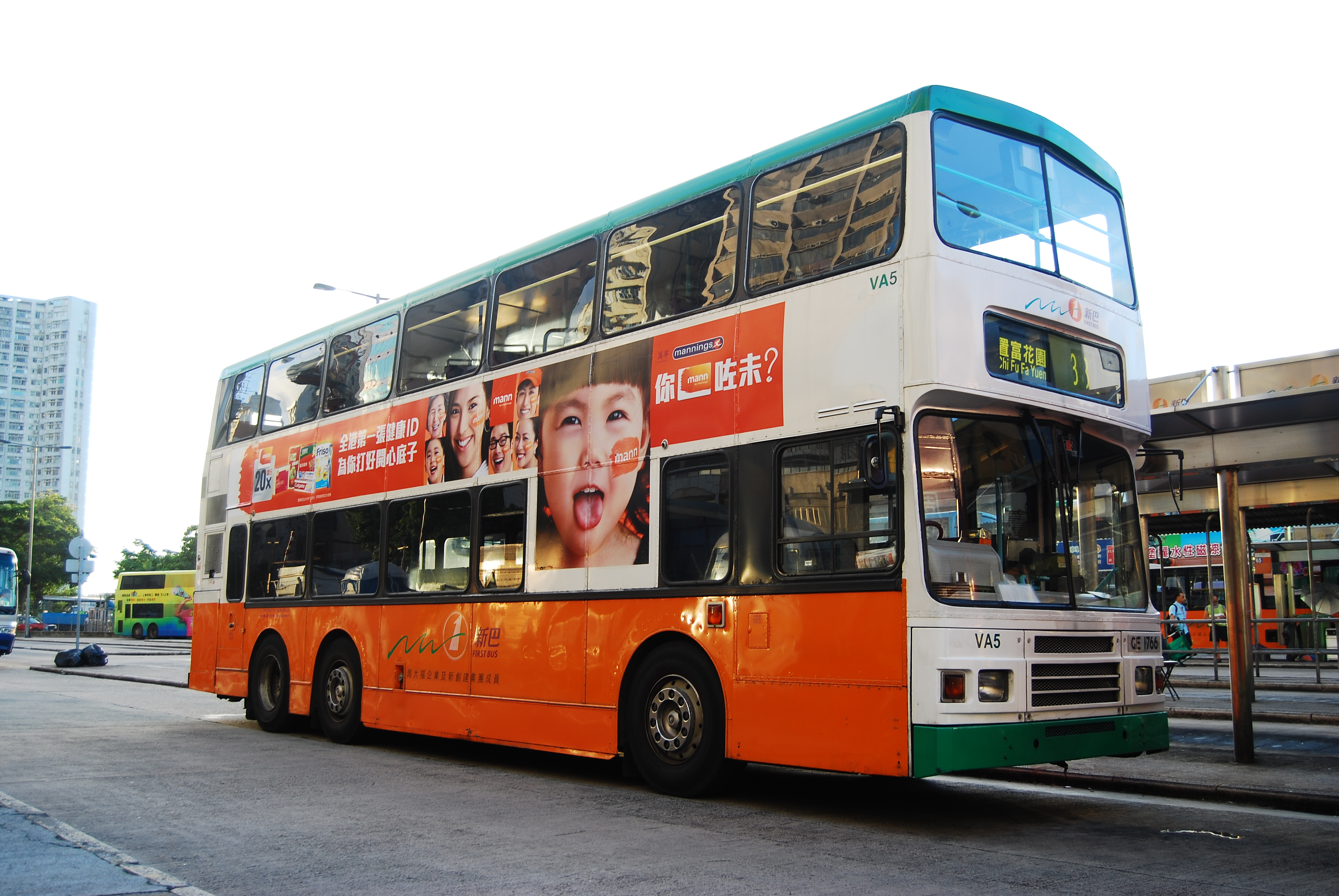
新世界第一巴士的富豪奧林匹克11.3米巴士（VA5）

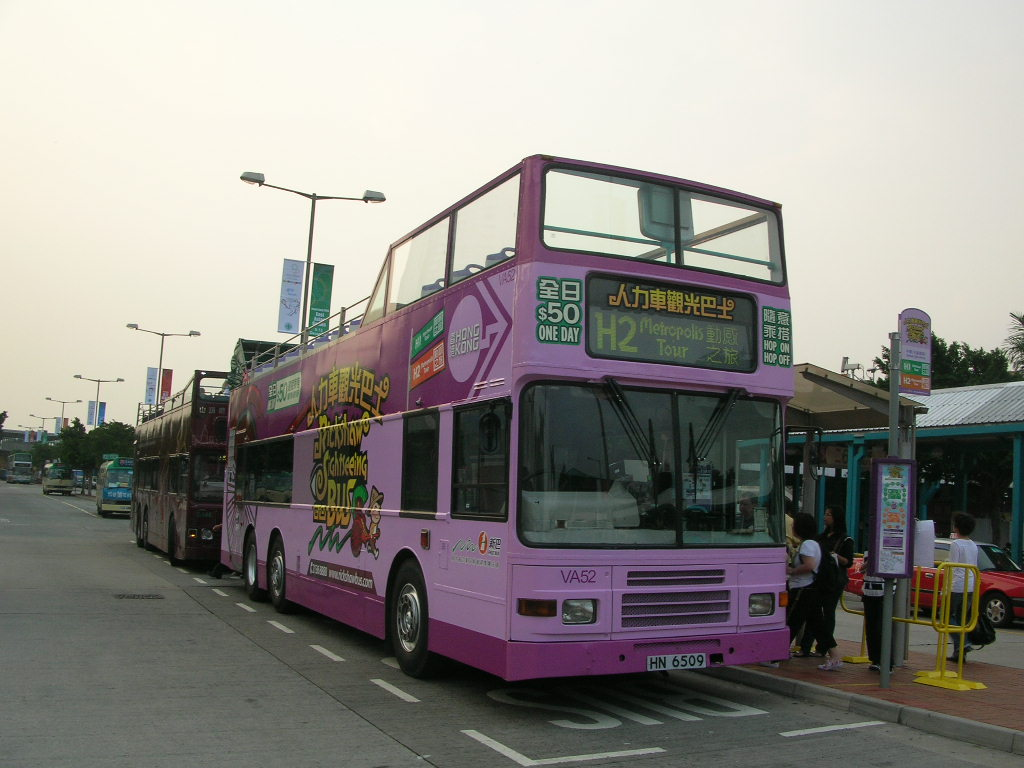
新世界第一巴士的富豪奧林匹克11米人力車觀光巴士（VA52）

中華汽車有限公司於1994年至1998年間引入64部富豪奧林匹克11米空調巴士。
1998年7月4日啟德機場關閉前夕，VA63行駛A20啟德機場線時錯誤駛入淨空只有3米的啟揚道，遭到「開頂」，後送到中國大陸重建上層構造。
中巴於1998年9月1日失去專營權後，把其中62部轉售接辦中巴88條巴士路線的新世界第一巴士，而餘下的2部巴士（編號VA62、VA64）則於2001年售予城巴。1999年至2001年期間，新世界第一巴士把整批巴士翻新，以達到運輸署發出專營權的要求，全批巴士更換配有新世界第一巴士花紋的座位，藍綠色扶手柱及更改座位格局，VA31-VA61、63在翻新工程中加裝電子路線牌，VA31-VA50在2000年3-7月翻新前拆下所有位於低地台區的座位該位置後來成為「水塘位」，座位數量由40個減少至30個，而企位由33個增至50個。其中，VA51-VA55於2009年8月下旬至10月上旬期間，分批前往城巴火炭車廠改裝成開頂巴士，以營運同年10月18日開辦的旅遊路線，人力車觀光巴士H1和H2。
VA57於2010年10月30日晚上，行走590線，行駛至接近香港仔隧道收費廣場巴士站時，懷疑因電牌跳電而突然起火，並迅速蔓延至全車，事後該車需要提早退役。VA56於2014年10月16日早上行走42線駛至黃竹坑道時，被一輛旅遊巴士（MH7759）撞及車尾，造成2人受傷，該巴士事後不獲修復並於2015年1月初除牌退役。2010年12月，因應新一批亞歷山大丹尼士Enviro 500巴士到港，並需讓出限額供該批巴士出牌，部份本車型於行車証到期後停牌，2011年初因需暫時填補有丹尼士禿鷹空調巴士（DA）退役的空缺，部份已停牌的VA被安排延續行車証至2012-2013年；而VA1-30已全數於2011年3月至2013年1月直接退役，除VA27在2013年1月改裝為訓練巴士（T10）外，其餘已被拆毀，標誌新世界第一巴士所有車隊全面使用電子路線牌（DA66除外）；而第2批的20部（VA31-50）亦已全數於2013年7月至2014年7月正式退役；至於第3批，VA58-60於同年3-6月改裝為訓練巴士，而VA52、53、55、61及63則於同年6-10月全數退役。
新世界第一巴士並於1999年向香港空運貨站購入2輛配以PLAXTON PALATINE車身的富豪奧林比安12米，車隊編號為VA65及VA66，已經在2015年7月中全數退役。
2014年3月至4月，新世界第一巴士向城巴分別購入621、631、629、627、633、626、624、623、625及622，並分別易名為VA67、VA68、VA69、VA70、VA71、VA72、VA73、VA74、VA75及VA76，但車內設施保持不變，甚至連車尾的周大福廣告亦沒有替換。扶手仍是城巴時候的黃色，但該10輛巴士已於2014年11月至2015年7月全數退役。
當中VA51及VA54已陸續過檔城巴，車隊編號分別為22及23，但內籠並無任何修改便投入服務；主要用作出租開頂巴士用途，並取代4部利蘭奧林匹克11.3米巴士（190、191、205及221），至2018年12月13日直接退役。新世界第一巴士從此再沒有任何載客的富豪奥林比安巴士。新世界第一巴士最後一架富豪奧林比安（VA55／HP3851）於2015年10月20日全數退役，標誌著原中巴的所有車輛已經退下火線，新世界第一巴士車隊亦全面低地台化。

### 城巴

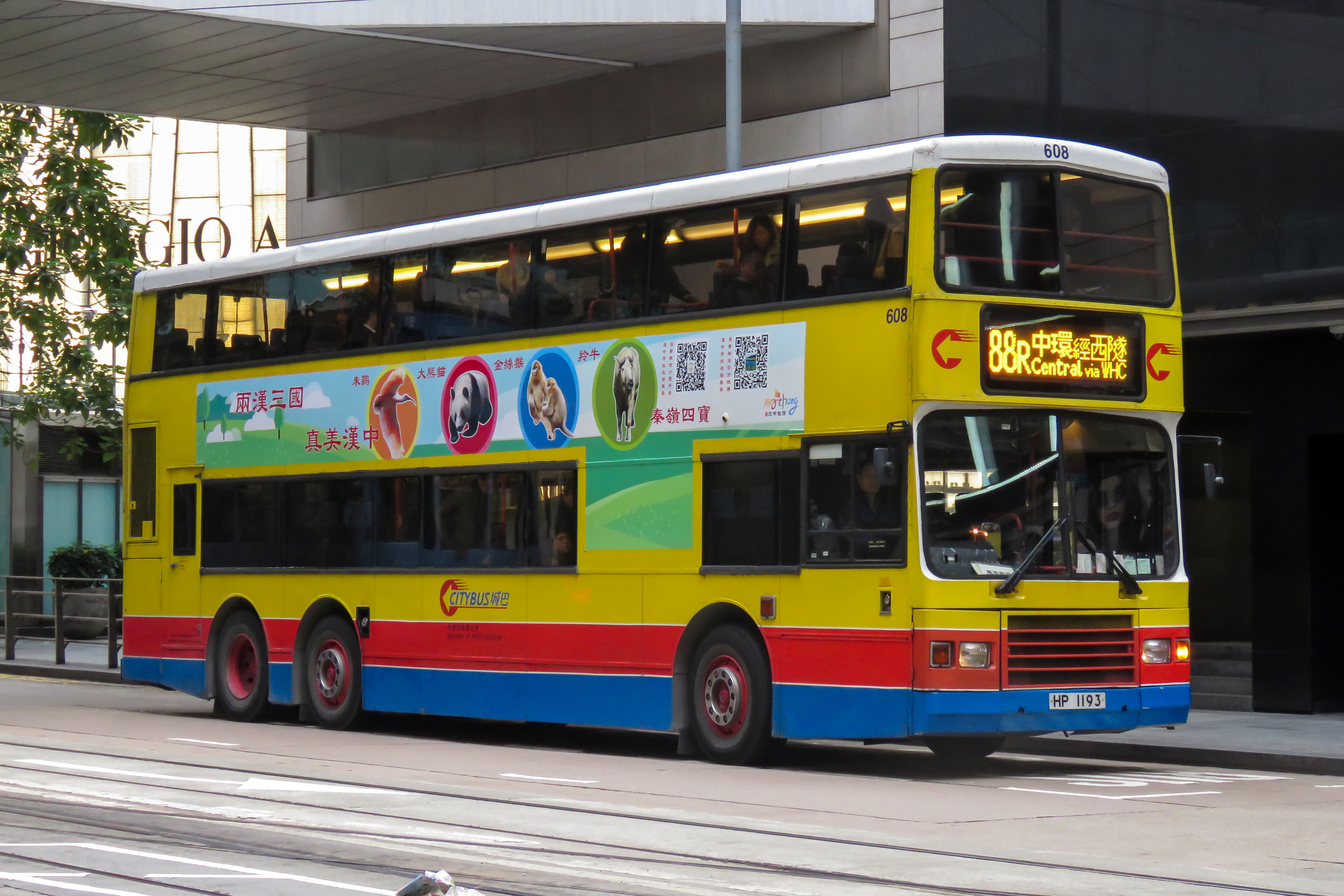
城巴配Northern Counties（NC）車身的富豪奧林匹克12米巴士（608）

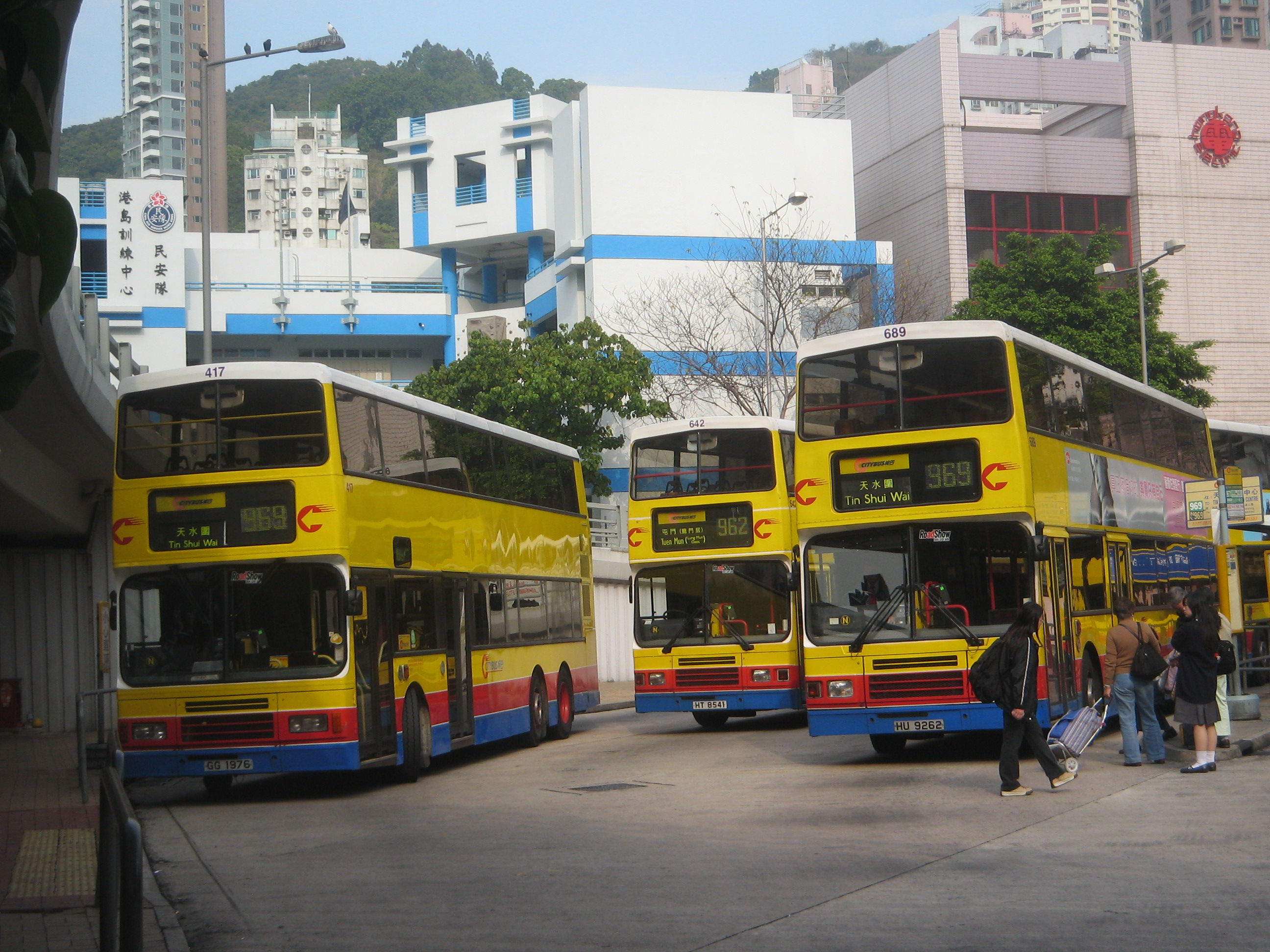
城巴的3部富豪奧林匹克12米巴士（由左至右：417、642、689）

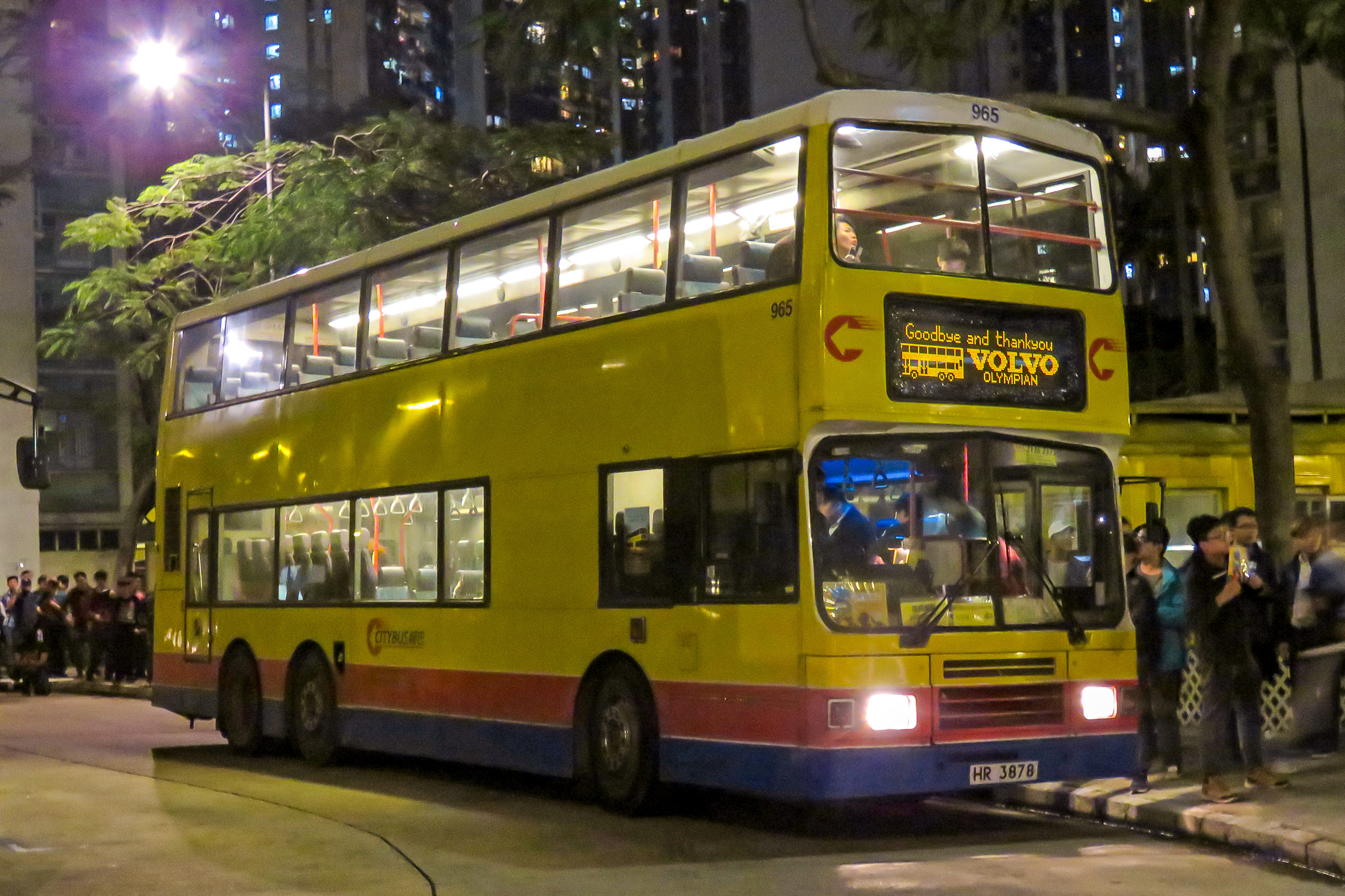
城巴富豪奧林匹克11米巴士（965）告别运转村民巴士88R線（2019年3月26日）

城巴的專營巴士服務擴張後，於1994年至98年間引入310部富豪奧林匹克12米空調巴士，車隊編號324-329、396-699。其中396-411原為70部利蘭奧林匹克訂單中的15部。485-504、586-620則配Northern Counties車身。最後一批其中6輛富豪奧林匹克12米空調巴士的編號被編為324-329，避免與車隊內的丹尼士巨龍10.3米編號重疊。其次城巴於1994年及1996-1998年間購入10部富豪奧林匹克10.4米空調巴士（編號239-248）及142部富豪奧林匹克11米空調巴士（編號901-1042），當中編號1000-1040的富豪奧林匹克11米空調巴士與新巴的丹尼士三叉戟12米空調巴士編號重疊，因此改為（9000-9040）以作識別。
城巴於1996年至2001年購入10部二手富豪奧林匹克空調巴士，當中6部原為捷達巴士，編號505-510，另外2部購自中華電力，編號315-316。最後兩部為中巴的富豪奧林匹克11米空調巴士，車隊編號為1041-1042（其後改為9041-9042）。
經過多年的轉變後，部份富豪奧林匹克巴士被改進，改進項目包括：加裝行李架（編號427-429）以用作行走機場巴士S1線、LiteVision橙色電子顯示牌、新巴／新創建色彩人造皮座椅。當中富豪奧林匹克10.3米（編號241）曾經於2001年將扶手柱由黃色改為藍綠色，成為城巴車隊內唯一一部採用藍綠色柱的富豪奧林匹克。
踏入2006年，已經有富豪奧林匹克空調巴士離開城巴車隊。
1.車隊編號為316，此車已於2006年轉售到英國。
2.車隊編號919的富豪奧林匹克11米空調巴士於2006年7月27日因全車燒毀而報銷，直接拆解。
3.車隊編號439的富豪奧林匹克12米空調巴士亦於2010年5月20日上午在黃竹坑行駛期間被一塊水務署地盤的鋼板撞穿巴士車底的油缸，由於底盤及油缸爆裂，於2010年5月25日報廢。
2010年起，城巴富豪奧林匹克空調巴士已踏入高齡而淡出車隊：
1.富豪奧林匹克10.4米（239-248）已於2012年2月內全數退役，當中240、242、244、246-248亦已售往廢車場拆毀，編號239、241、243、245已經改裝為訓練巴士，以取締沒有空調設備的丹尼士禿鷹11米訓練巴士（T2及T3）。
2.富豪奧林匹克11米（901-918、920-950、955-960，971-985，989-990及992-9020、9041-9042）已分別於2013年7月底及2016年6月全數退役，由新購入的亞歷山大丹尼士Enviro 500 MMC 11.3米（編號9100-9148）及富豪B9TL 11.3米（編號9500-9559）取代。至於9021-9040，因南港島綫延至2016年12月28日才通車的關係，令南區巴士路線重組及巴士公司削減車隊數目之計劃被迫推遲；因此，編號9021-9040破例獲得運輸署批准續牌一年，服役年期長達19年，在最後3部11米富豪奧林匹克（9038-9040）於2017年10月5日牌照到期離隊後，服役23年的富豪奧林匹克已經告別城巴專利部。而570-577、579-580於2015年納入非專利車隊，由於歐盟二期柴油商業車輛於2018年起不再續牌，大部分隸屬非專利部的此型號巴士將於2017年底不獲續牌，並於2018年內大量流失，一件不留，隨着最後一輛11米Alexander RH非專利部巴士（965）於2019年3月27日離隊，象徵所有富豪奧林匹克在香港的服務25年正式劃上句號， 除了各巴士公司保留用作展覽的舊款型號外，香港各款雙層巴士終於全線低地台化。
3.車隊編號396-484、505-510的富豪奧林匹克巴士已於2010年11月起至2013年10月底期間行車証到期後不獲續牌並退役。配Northern Counties車身的富豪奧林匹克12米（485-504、611-620）已分別於2013年7月底及2016年4月退役。車隊編號511-585、621-635於2015年9月前全數退役，當中621、631、629、627、633、626、624、623、625及622已過檔新巴，車隊編號分別為VA67、VA68、VA69、VA70、VA71、VA72、VA73、VA74、VA75及VA76（已於2014年12月至2015年7月全數退役），車隊編號570-577、579-580、601-610已轉為非專利部。車隊編號636-699，324-329的富豪奧林匹克12米空調巴士車齡亦甚高，其中編號636-679及682-683先後於2016年2月-4月先後退役。至於編號680-681、684-699、324-329因南港島線延期通車，破例獲得運輸署續牌一年。2017年8月，富豪奧林匹克12米空調巴士終於告別城巴專利部。由於歐盟二期柴油商業車輛於2018年起不再續牌，大部分隸屬非專利部的此型號巴士將於2017年底不獲續牌，並於2018年陸續離隊。
編號315、570-577、579-580、601-610、951-954、961-970、986-988及991於2015年左右被納入非專利部（當中編號315因不合資格申請強制淘汰歐盟4期以前柴油商業車輛特惠資助計劃而獲得續牌，直至2017年2月全數退役）。以取締非專利部餘下的利蘭奧林匹克（187-189、192、193、195-197、202、222-225、330-340、344、353、357、384、384）。當中570、572、579、580已轉售至愉景灣交通服務有限公司：570及572於2016年6月轉售，579及580於2016年11月轉售。

### 捷達巴士
捷達巴士於1995年引入6部富豪奧林匹克12米空調巴士（編號6-11），行走旗下的邨巴路線。1996年4月捷達巴士撤出香港巴士市場後，6部巴士被城巴購入（車隊編號為505-510），而這6部富豪奧林匹克12米空調巴士已於2012年7月至11月陸續離隊。

### 九廣鐵路公司/香港鐵路有限公司

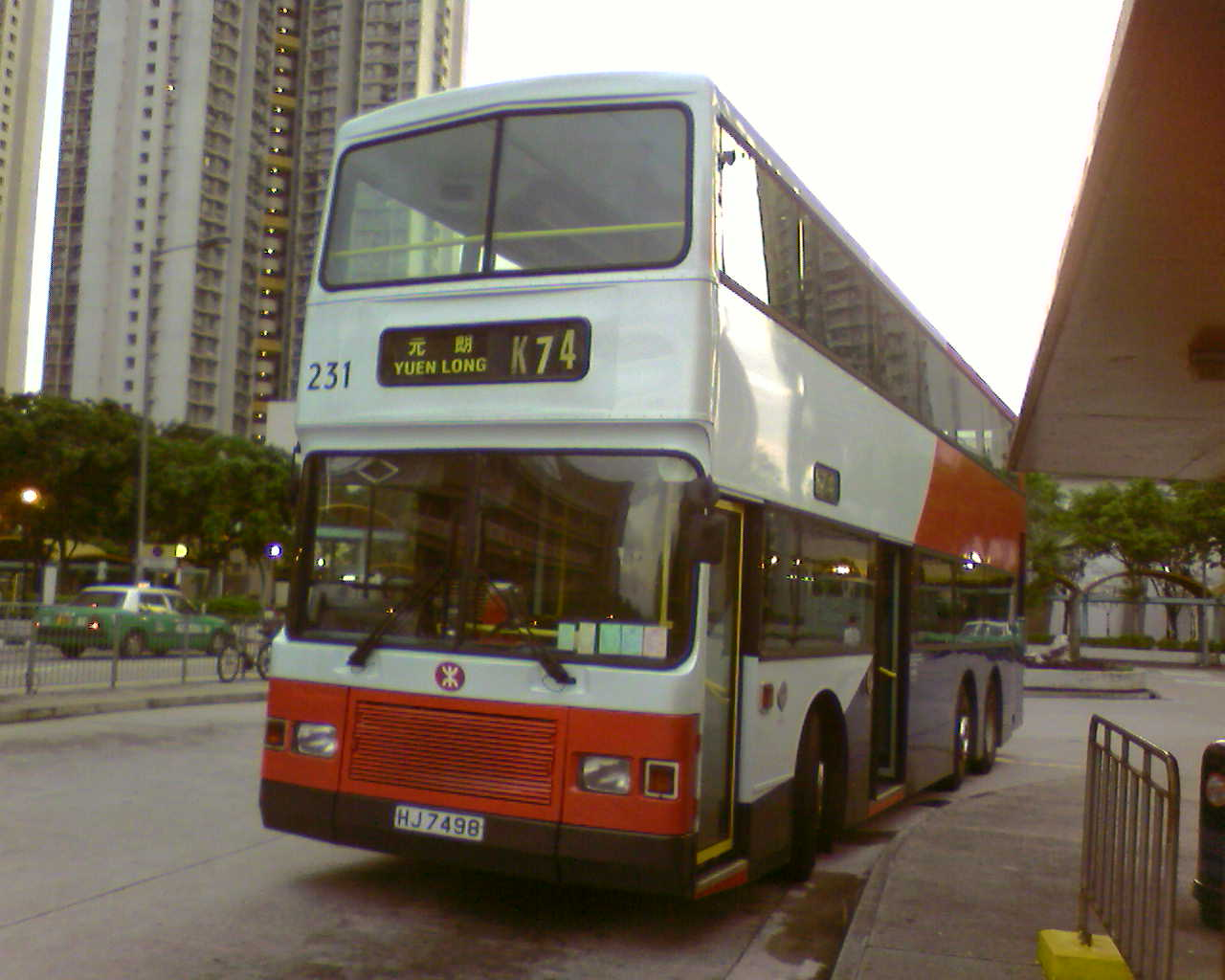
港鐵富豪奧林匹克11米巴士（231）

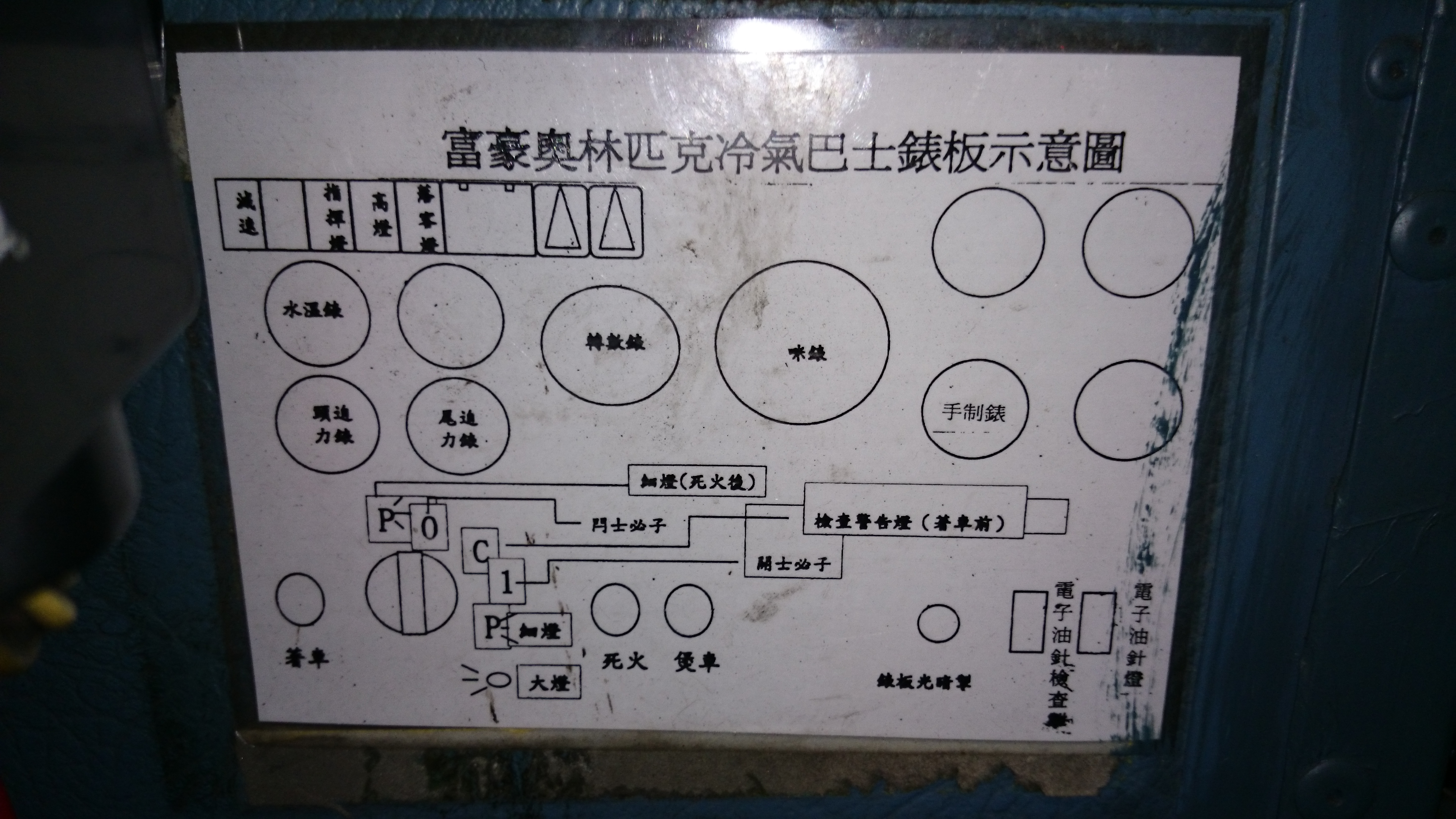
港鐵富豪奧林匹克11米巴士的儀錶板說明書

九廣鐵路公司於1997年至1998年間引入15部配Northern Counties車身的富豪奧林匹克11.3米空調巴士（編號225-239）主要行走輕鐵及西鐵接駁巴士路線；而在投入服務初期，亦有少數行走東鐵接駁巴士路線。2014年，本批巴士車齡已達17年，逐步進入退役潮，直至2015年10月26日早上，最後一輛富豪奧林比安11.3米（239／HX1911）行駛最後一程K76後正式退役，象徵着港鐵巴士車隊全面低地台化。
其中一部獲私人保留的港鐵/前九鐵富豪奧林比安11米巴士已於2020年成功翻噴成類似前九廣鐵路色彩，並開始相關的復修工作

### 中華電力
中華電力（現稱中電集團）於1994年引入2部單門版本富豪奧林匹克12米空調巴士（車隊編號315-316）作員工巴士用途，2部巴士於1997年轉投城巴非專利巴士車隊。

### 香港空運貨站
香港空運貨站（HACTL）於1998年引入2部配Northern Counties雙門版車身的富豪奧林匹克12米空調巴士（編號5-6）作員工巴士用途，2部巴士於1999年連同4部丹尼士巨龍轉售新巴（編號VA65至VA66）。

### 愉景灣交通服務有限公司
由於愉景灣居民及遊客來往欣澳及東涌的需求增加，愉景灣巴士於2016年從城巴購入四輛富豪奧林匹克巴士，分別為前城巴車隊編號的570、572、579及580。這四部巴士已於2017年5月-7月全數退役，由4部猛獅A95取代。

## 新加坡

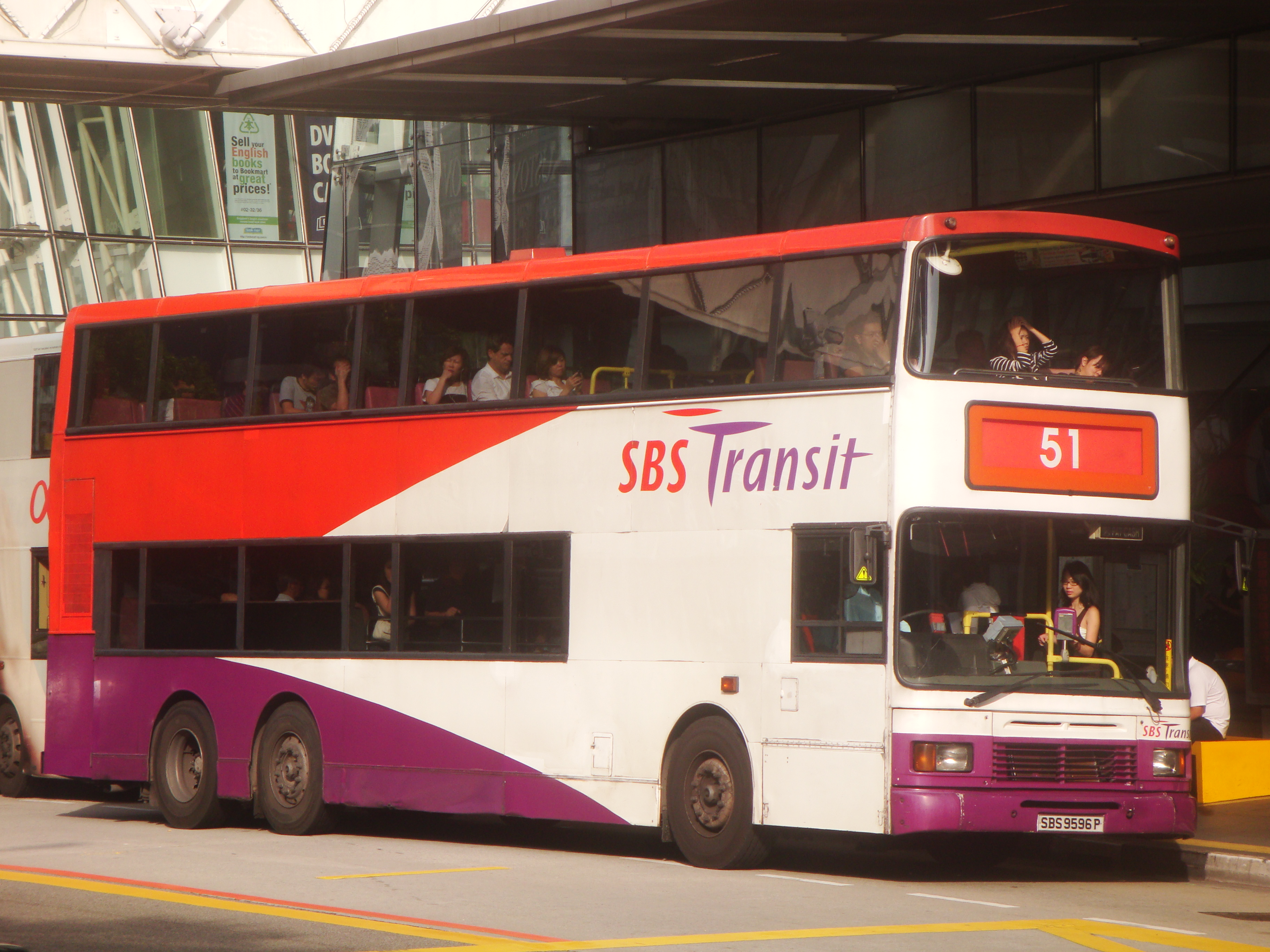
新捷運富豪奧林匹克12米巴士

新加坡新捷運（SBS Transit）曾引進100輛無空調版本兩軸巴士(此乃新加坡最後1款非空調巴士)，以及471輛空調版本的三軸巴士。其中兩輛兩軸車（SBS7204J及SBS7251Y）已被運返英國，另SBS9619H於2010年3月在火警中嚴重焚毀並已退役。
兩軸版車型號一律為YN2RV18V3，三軸版則分為3批：首批SBS9200-9400為YN3RV18Z4（圓形頭燈，車尾設有尾窗），后兩批SBS9401-9600,9601-9670為OLY-72（方形頭燈，車尾不設尾窗，初期更不設車尾路線牌箱，完全密封)，而最後一批則使用電子路線牌。
初期的巴士都設置太平門，這是新加坡最後一批設太平門的雙層巴士，後期的奧林匹克都不再設置太平門。
2軸版已於2013年9月全數退役並拆毀，新加坡境內所有巴士路線自此全面空調化。而3軸版則已於2013年6月起退役，首2批已分別於2015年5月及2016年10月全數退役並拆毀，而最後一批亦於2017年12月全數退役，所有富豪奧林比安已經退出新捷運，象徵為新捷運服役23年的富豪奧林比安車隊全數走進歷史。

## 後繼車型
隨著低地台及無障礙成為各主要城市採購巴士的標準，為因應丹尼士車廠推出丹尼士三叉戟低地台雙層巴士後，在英國及香港市場出現的激烈競爭，富豪車廠於1998年推出富豪奧林比安的後繼產品，分別是兩軸版的B7TL及三軸版的B10TL，兩款後繼車型皆採用低地台設計。利蘭車廠與富豪車廠從1979年至2000年間共生產了超過10,000輛利蘭/富豪奧林匹克巴士。

## 外部連結
- 香港巴士大典上的相关条目：富豪奧林比安